# Sæby Kirke

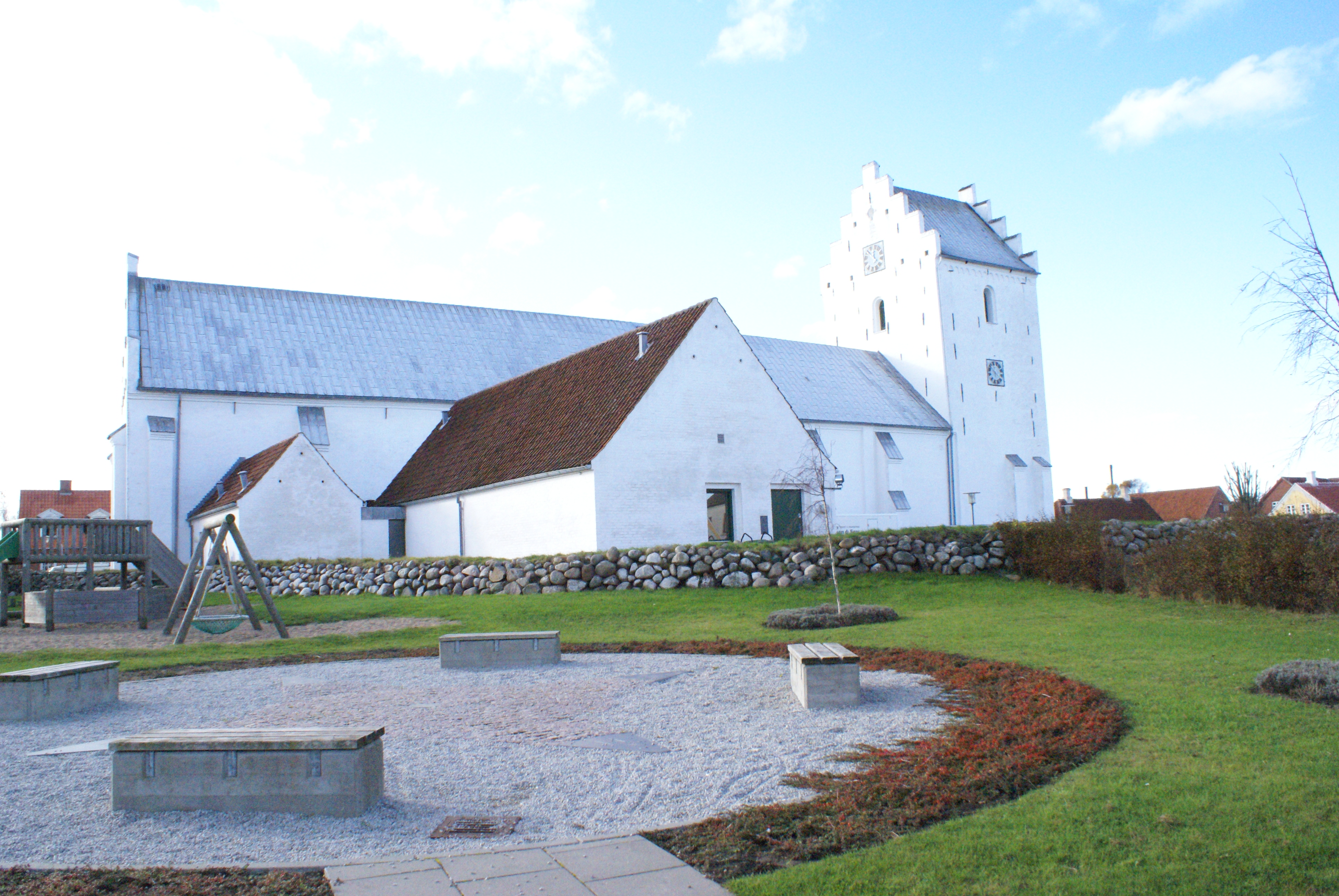
Kirche von Sæby von Norden gesehen

Die Marienkirche von Sæby (dänisch Vor Frue Kirke Sæby) ist eine ehemalige Klosterkirche im nordjütländischen Sæby. Die um 1400 errichtete Kirche gehört zur Frederikshavn Provsti im Bistum Aalborg.

## Baugeschichte
Die Marienkirche wurde ursprünglich als Pfarrkirche gebaut und später mehrfach erweitert. Auf Betreiben des im nahegelegenen Bischofssitz Børglum Kloster ansässigen Bischofs Jep Friis wurde im 15. Jahrhundert in Sæby ein großes Karmeliterkloster gegründet. Die Kirche wurde für die Nutzung als Klosterkirche bis 1460 mehrmals erweitert und als Südflügel in die vierflügeligen Konventsgebäude integriert. Das Kirchenschiff erreichte eine Länge von 54 Metern bei einer Breite von nur 8 Metern, wodurch es sehr schmal wirkt. Nach der Reformation wurden die übrigen Klostergebäude nach und nach abgetragen, nur die Kirche blieb erhalten.

## Ausstattung

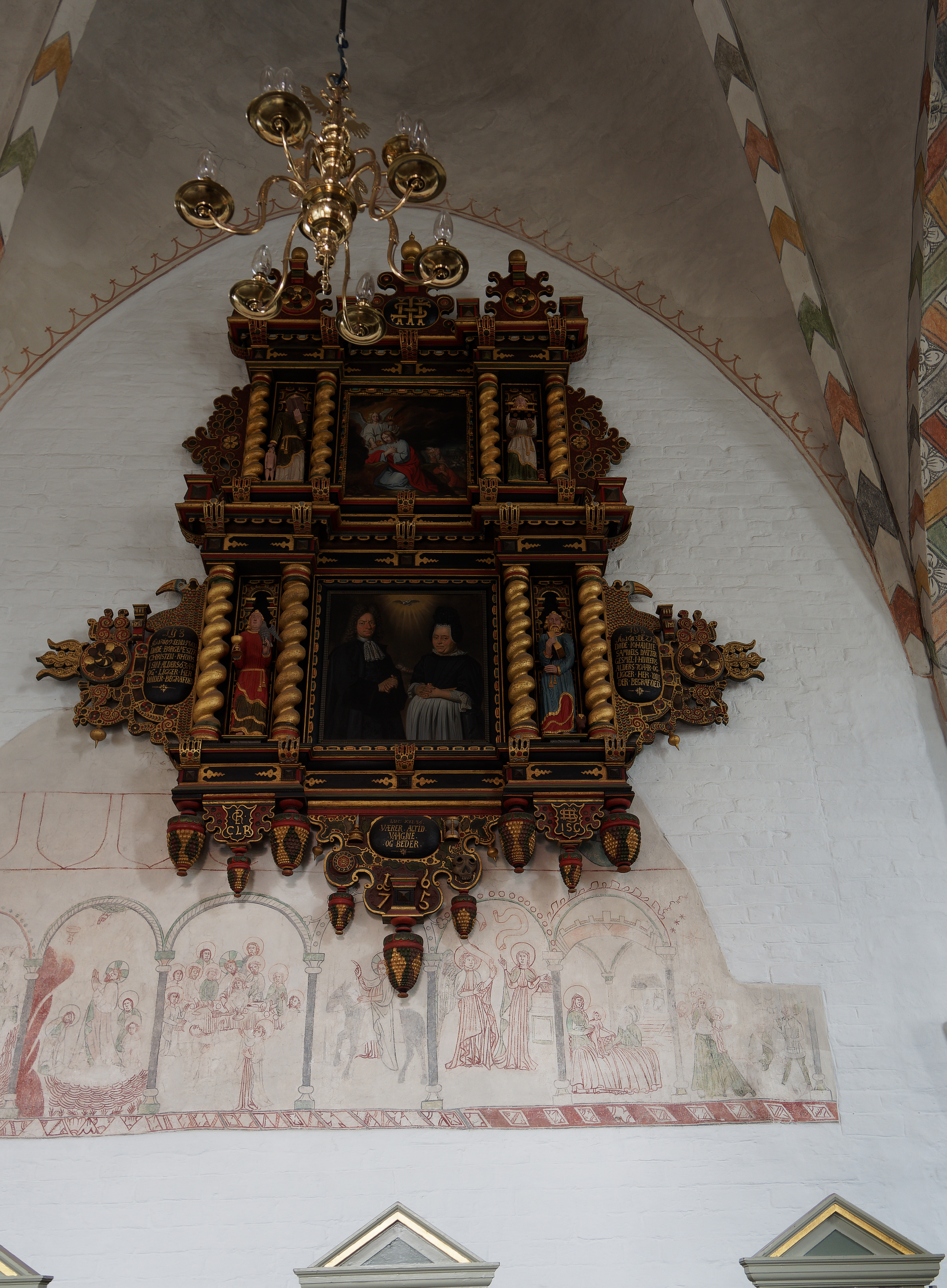
Frescen, Nordwand
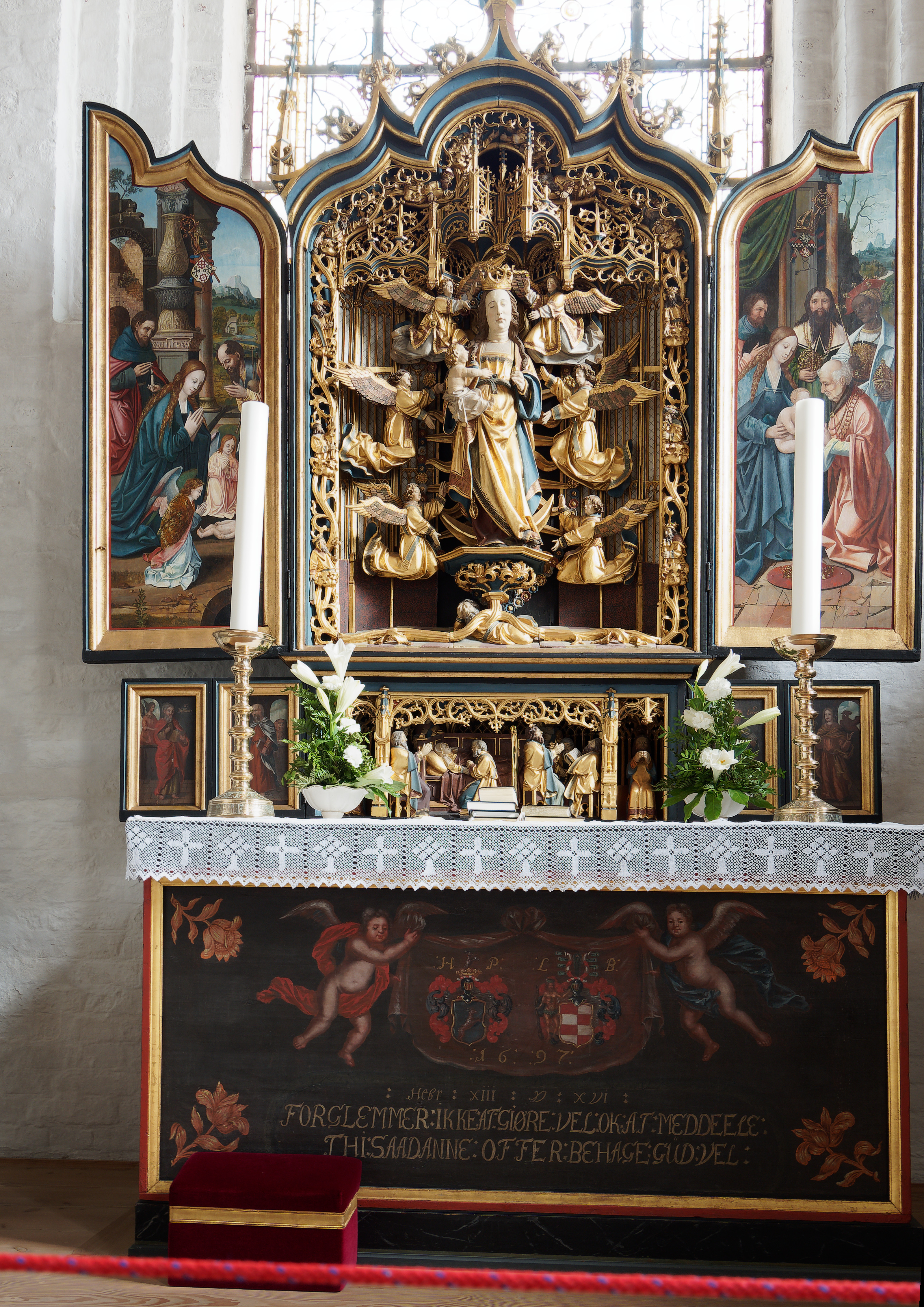
Altar
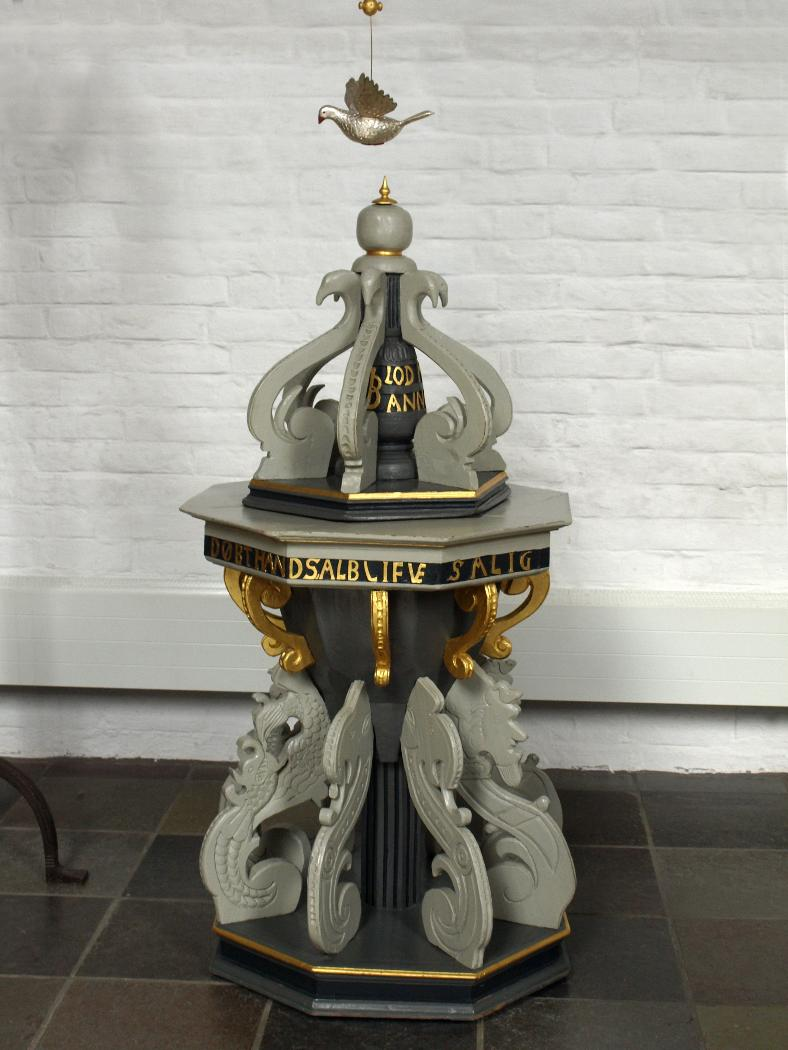
Hölzerne Taufe von 1645

- Malereien

Die Fresken zählen zu den bedeutendsten der Region. Die ältesten befinden sich an der Nordwand. Außerdem ist das gesamte Gewölbe der Kirche mit Kalkmalereien aus dem 15. Jahrhundert geschmückt. Sie zeigen Szenen aus dem Leben der Jungfrau Maria und vom Jüngsten Gericht.
- Altar

Der spätgotische Altaraufsatz wurde in den Niederlanden angefertigt. Er wurde von den letzten zwei Bischöfen in Börglum, Niels Stygge Rosenkrantz und Stygge Krumpen gespendet. Die Schnitzerei im Mittelfeld zeigt die Krönung der Jungfrau Maria zur Himmelskönigin.  Malereien auf den Seitenflügeln künden von der Geburt Jesu. Auch hier ist Maria ein zentrales Motiv. Auf der Predella sieht man die Jungfrau auf dem Sterbebett, flankiert von den Bildnissen der vier Evangelisten.
- Taufen

Die Kirche hat zwei Taufen. Die eine ist eine barocke Holzarbeit aus dem Jahr 1645. Die andere ist neueren Datums und besteht aus Granit.
- Kanzel

Die Renaissancekanzel wird von einem übergroßen Schalldeckel aus dem Jahr 1577 überdeckt.
- Chorgestühl

Im Chor sind 32 Mönchssitze an Nord- und Südseite angebracht, welche heute noch an das ehemalige Karmeliterkloster erinnern.
- Marienstatue

Auf der Südseite befindet sich eine quadratische Kapelle, in der eine von Claus Berg aus Odense angefertigte Marienstatue steht.
- Orgelempore und Orgel

An der Brüstung der Orgelempore sind Bilder der zwölf Apostel zu sehen. Die Orgel stammt von 1983, aber es ist nachgewiesen, dass die Kirche schon ab 1631 über eine Orgel verfügte.

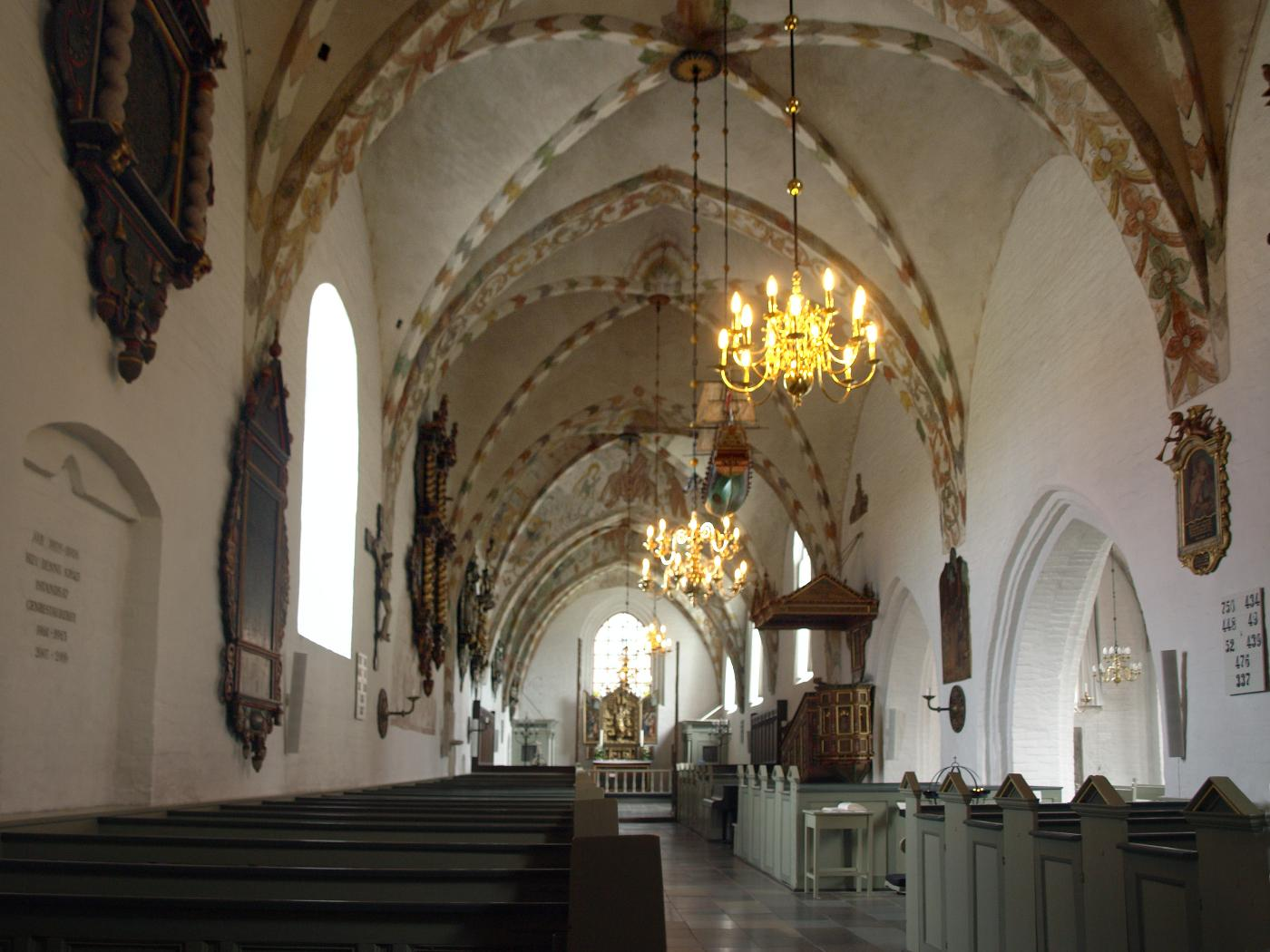
Das Innere Richtung Osten
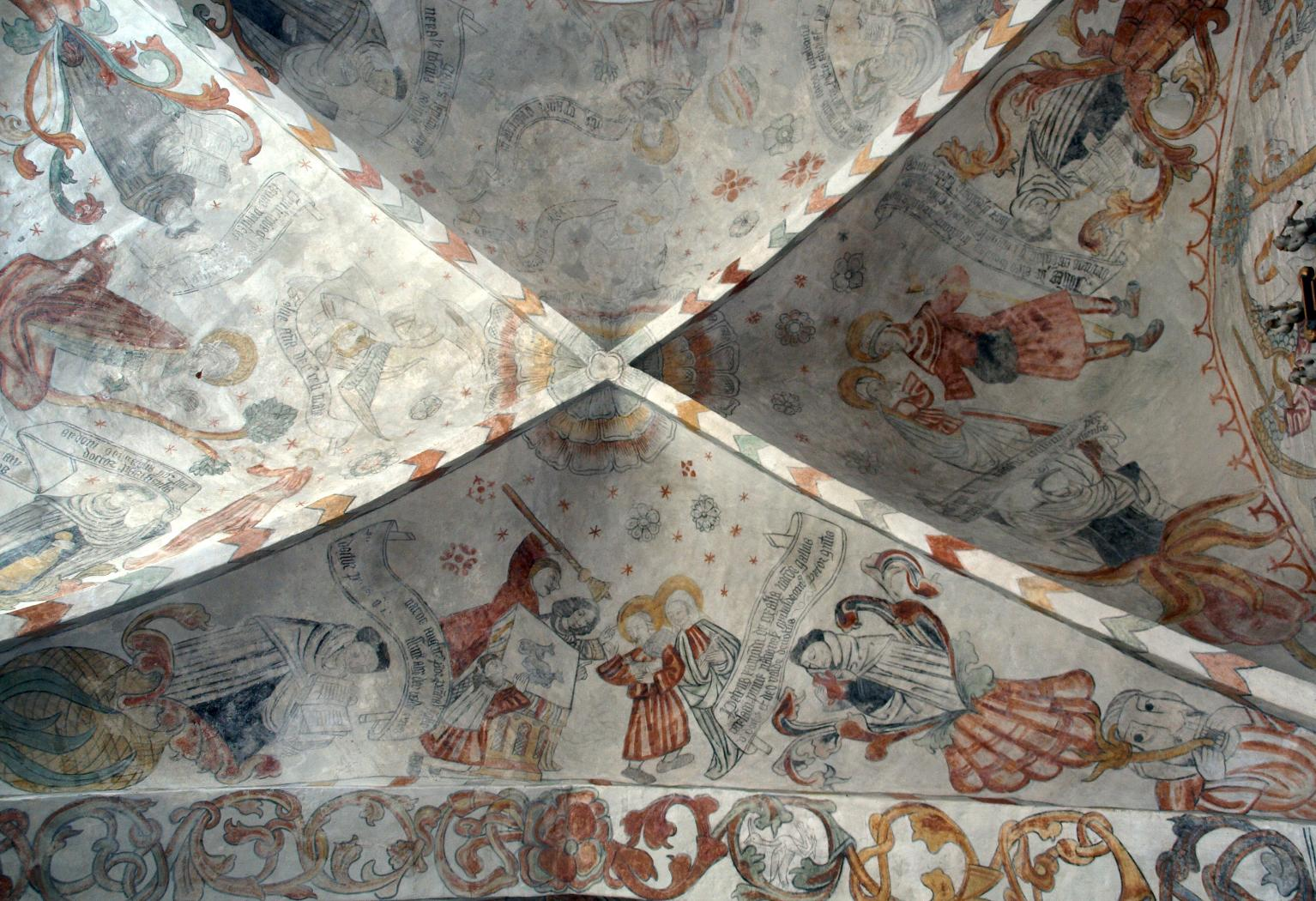
Kalkmalereien im Gewölbe
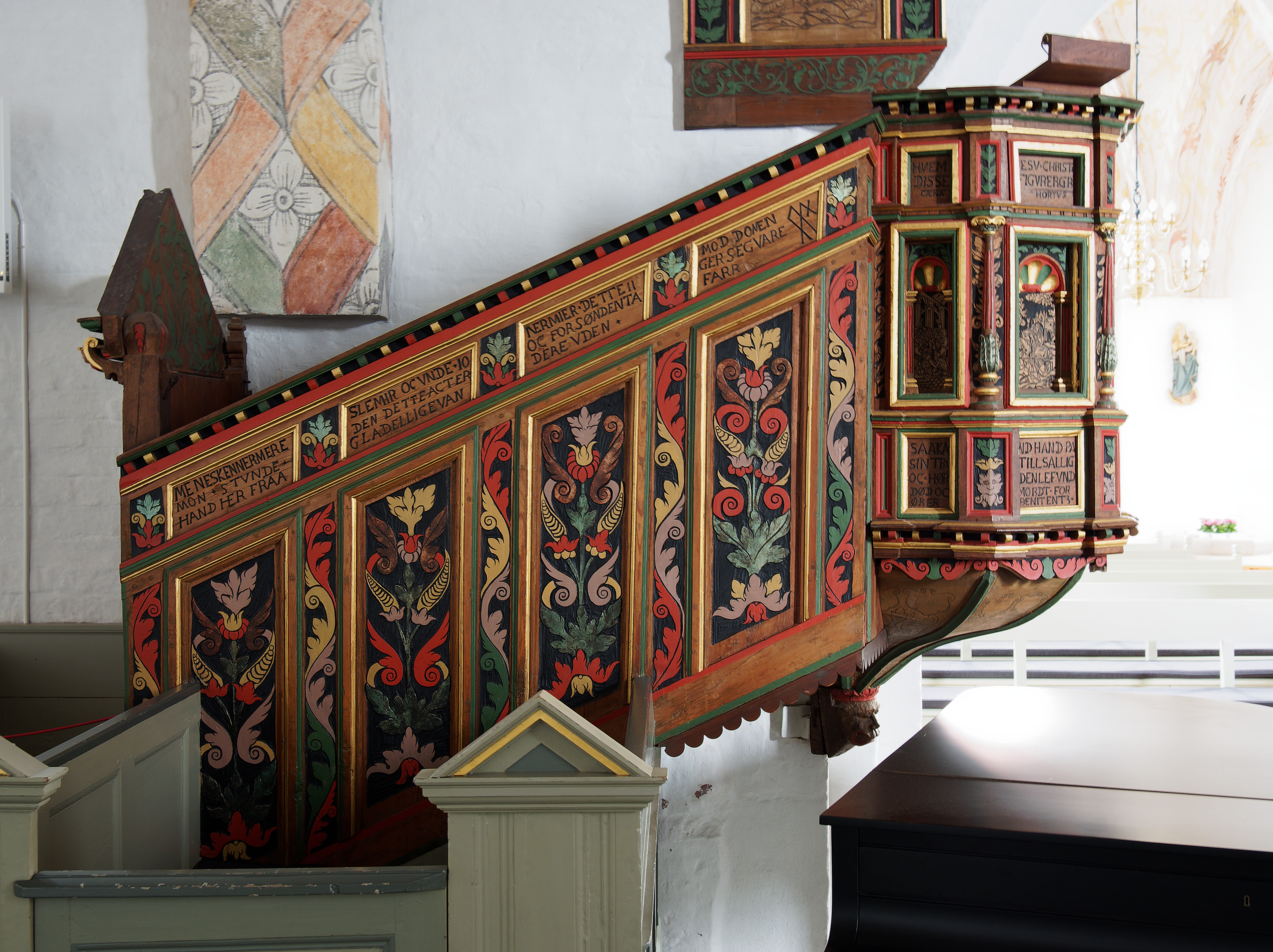
Kanzel
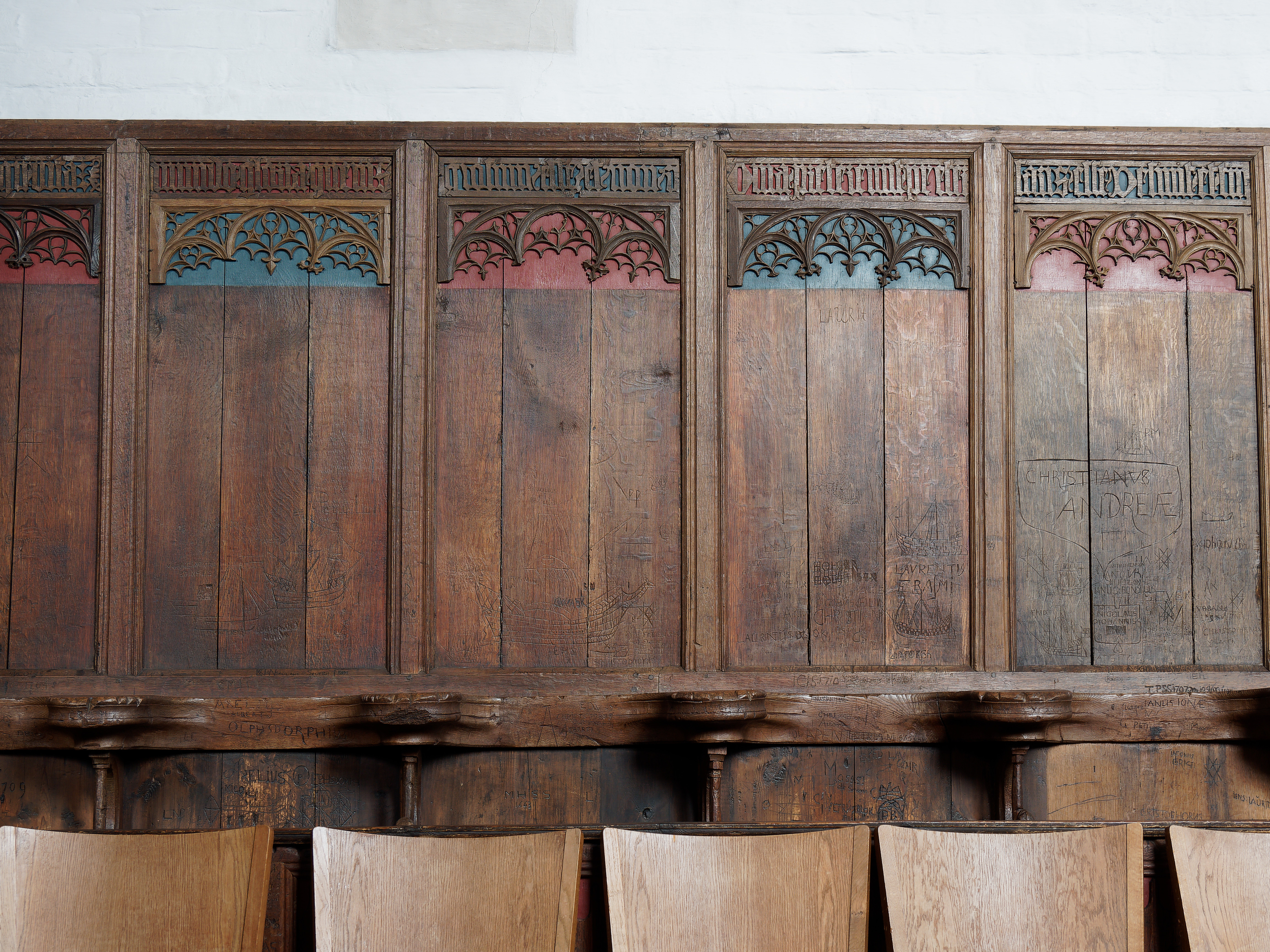
Chorgestühl mit Gravuren im Holz
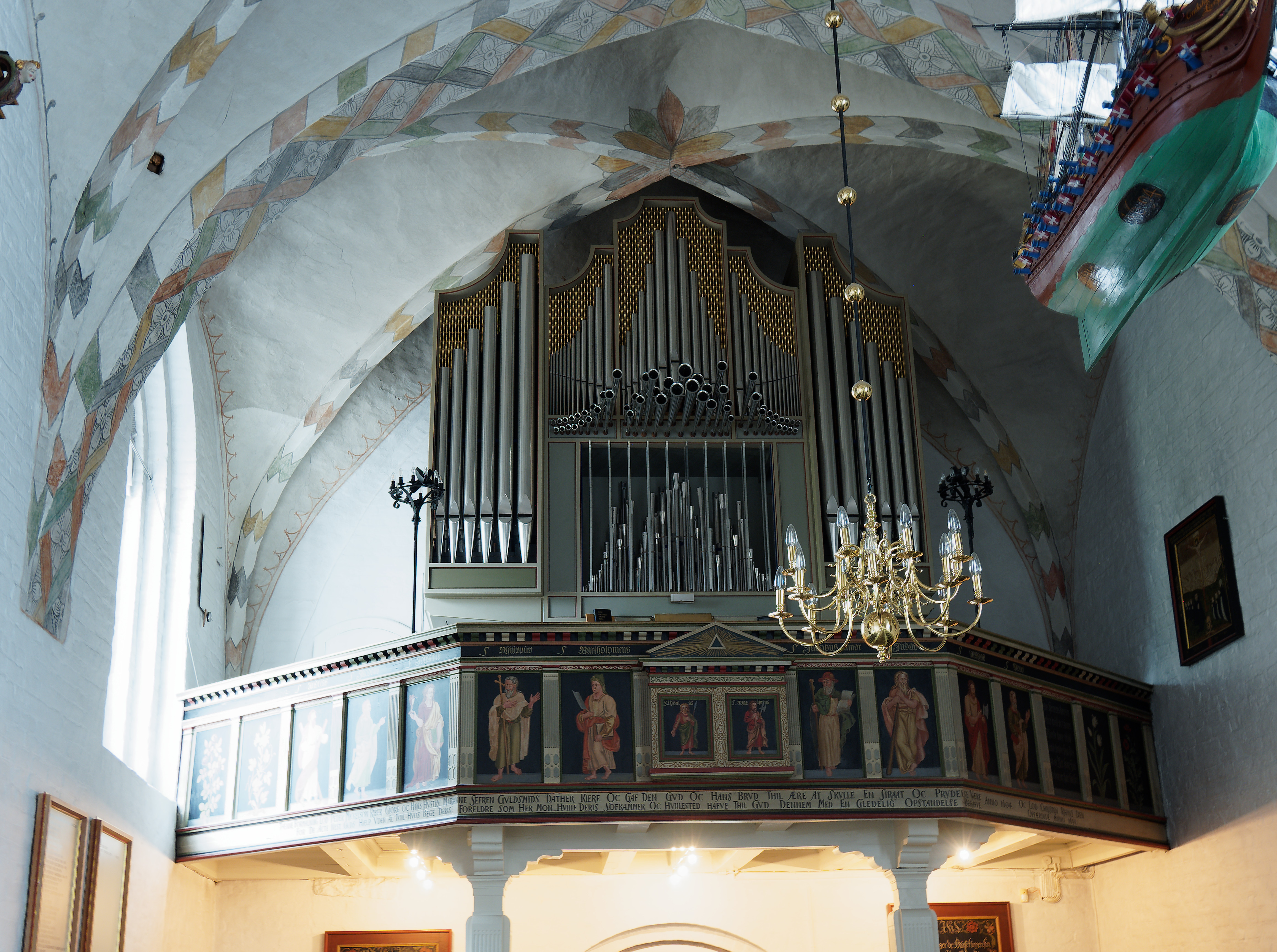
Orgelempore, Orgel u. Apostelbilder

## Restaurierungen
Die Kirche wurde insgesamt siebenmal restauriert, zuletzt 2008, wobei das Aussehen der Kirche erhalten blieb.